# 컴퓨터 이용 공학
컴퓨터 이용 공학(computer-aided engineering, CAE)은 컴퓨터 기술을 활용하여 제품의 설계 제조 및 공정 설계 사전 검토 지원을 실시하는 것, 또는 그것을 위한 도구이다. 컴퓨터 지원 공학이라고도 불린다. 제조업등에서 설계 현장에서는 학문적인 의미 계산기 지원 설계라는 표현은 사용되지 않고 구조 시스템 분야에서 CAE 표현으로 정착하고있다. 다른 분야에서는 시뮬레이션 , 컴퓨터 시뮬레이션 라는 것이 많다. 수치 해석이라는 것도 있다.

## 같이 보기
- 컴퓨터 지원 설계 (CAD)
- 수치 제어 (NC)
- 컴퓨터 지원 제조 (CAM)